# Större vimpelspindel
Större vimpelspindel (Walckenaeria alticeps) är en spindelart som först beskrevs av Denis 1952.  Större vimpelspindel ingår i släktet Walckenaeria och familjen täckvävarspindlar. Arten är reproducerande i Sverige. Inga underarter finns listade i Catalogue of Life.